# Bodo Borchers
Bodo Borchers (* 12. Januar 1835 in Woltwienke; † 6. Juni 1898 in Leipzig) war ein deutscher Opernsänger (Tenor), Theaterschauspieler und -regisseur sowie Gesangspädagoge.

## Leben
Bevor er sich der Bühne widmete, war er mehrere Jahre in Bremen in einem Bankgeschäft tätig gewesen. Dort beschloss er, den kaufmännischen Beruf vollständig zu entsagen, und nachdem er bei hervorragenden Gesangsmeistern in Dresden entsprechenden Unterricht genommen hatte, begann er seine Tätigkeit als jugendlicher Tenors am 11. Februar 1858 am Hoftheater in Dresden. Nach dreijährigem Wirken kam er als lyrischer Tenor ans Stadttheater Hamburg, wo er bis 1863 tätig war, um von dort nach glücklich absolviertem Gastspiel in den Verband des Wiesbadeners Hoftheater (1863–1872) zu treten. Von dort ging er nach Weimar, wo er bis zu seiner Pensionsberechtigung 1880 verblieb. Danach war er jedoch noch an den Stadttheatern in Augsburg und Düsseldorf bühnentätig und 1882 und 1883 als Oberregisseur, Sänger und Schauspieler am Stadttheater Leipzig. Nach seinem Ausscheiden verblieb er in Leipzig als Gesangslehrer und Theateragent. In Dresden war er Mitglied der Freimaurerloge Zum goldenen Apfel.
Er war Mitbegründer der Genossenschaft deutscher Bühnenangehöriger.
Verheiratet war er mit Marie Litaschek, aus dieser Ehe stammt die Schauspielerin und Sängerin Hanna Borchers.